# Џудо
Џудо је борилачка вештина и олимпијски спорт настао као скуп пробраних техника из џијуџицуа. Џијуџицу је у то време у Јапану било заједничко име за све борилачке вештине (ударачке и рвачке). Тада је оснивач џудоа - Џигоро Кано (嘉納治五郎), који је савладао неколико стилова Џијуџицуа, одлучио узети оно најбоље од сваке и одбацити непотребно.
Џудо је креиран као физичко, ментално и морално образовање у Јапану. Он се генерално карактерише као модерна борилачка вештина. Његово најпроминентније својство је његов такмичарски елемент, при чему је циљ да се било баци или обори противник на земљу, имобилизирајући или иначе савладавајући противника држањем, или присиљавајући противника да се покори користећи се зглобним закључавањем или обухватом око врата. Ударци и притисци рукама и стопалима као и оружана одбрана су део џудоа, али само у унапред договореној форми (ката, 形) и нису дозвољени на џудо такмичењима или слободној вежби (рандори, 乱取り). Особа која практикује џудо се назива џудока.
Филозофија и накнадно педагогија развијена за џудо су постали модел за друге модерне јапанске борилачке вештине које су се развиле из koryū (古流, традиционалних школа).

## Историја и филозофија

### Детињство и младост оснивача
У својој раној историји џудо је нераздвојан од свог оснивача, јапанског полихистра и педагога Kanō Jigorō (嘉納 治五郎, Џигоро Кано, 1860–1938), рођеног као Shinnosuke Jigorō (新之助 治五郎, Џигоро Шиносуке). Кано је рођен у релативно богатој породици. Његов отац, Џиросаку, је био други син главног свештеника шинтоистичког Хијоши светилишта у префектури Шига. Он је оженио Садако Кано, ћерку власника Кику-Масамуне компаније за производњу сакеа и њена породица га је усвојила, те је променио име у Кано. На крају је постао службеник у шогунској влади.
Џигоро Кано је имао академско образовање. Од седмогодишњег узраста је студирао енглески, shodō (書道, јапанску калиграфију) и Четири конфучијанска текста (四書 Shisho) уз помоћ бројних тутора. Кад је имао четрнаест година, Кано је уписан у енглеску средњу школу, Икуеј-Гијуку у Шиби у Токију. Култура малтретирања у тој школи била је катализатор који је проузроковао Кана да тражи Jūjutsu (柔術, Џијуџицу) dōjō (道場, доџо, место обуке) ради тренинга.
Рани покушаји да нађе џијуџицу учитеља који је спреман да га подучава нису били успешни. Са падом шогуната Токугава у Меиџи обновом 1868. године, џијуџицу је постао непопуларан и све више западњачки у Јапану. Многи од оних који су некад предавали вештину су били присиљени да одустану од подучавања или су постали у тој мери разочарани да су једноставно одустајали. Накај Уменари, један пријатељ Кановог оца и бивши војник, се сложио да му покаже кату, али не и да га подучава. Чувар Џиросакујеве друге куће, Катагири Рјуџи, је исто тако познавао џијуџицу, али није желео да га подучава, јер је сматрао да та вештина више нема практичну употребу. Још један чести посетилац, Имај Генширо из Kyūshin-ryū (扱心流) школе џијуџица, је исто тако одбио. Прошло је неколико година док он коначно није нашао вољног учитеља.
Године 1877, као студент у Токијској Кајсеј школи (која је ускоро постала део новоформираног Токијског империјалног универзитета), Кано је сазнао да су многи учитељи џијуџица били присиљени да следе алтернативне каријере, често отварајући Seikotsu-in (整骨院, традиционалне остеопатске ординације). Након што се распитао на више места, Кано је добио савет да се обрати Фукади Хачиносуку (c. 1828–1880), учитељу Тењин Шинјо-рју (天神真楊流) џијуџица, који је имао мали доџо са девет струњача, где је подучавао пет студената. За Фукуда се наводи да је наглашавао технику над формалном вежбом, чиме је положио семе Кановог нагласка на randori (乱取り, рандори, слободној техници) у џуду.
Након Фукудине смрти 1880. године, Кано, који је постао његов најпреданији и најспособнији студент у рандорију и kata (形, катама, унапред договорене форме), је преузео наставу (伝書, densho) у Фукудином доџу. Кано је одлучио да настави своје студије у другој Тењин Шинјо-рју школи, у којој је предавао Исо Масатомо (c. 1820–1881). Исо је стављао већи нагласак на праксу „ката“ и поверавао је „рандори“ инструкције помоћницима, међу којима је Коно предњачио. Након што је Исо је умро јуна 1881, Коно је отишао да студира у доџу Ијкуба Тсунетошија (1835–1889) Кито-рју (起倒流). За разлику Фукуде, Ијкубо је наглашавао рандори, те је Кито-рју имајо значајан фокус на наге-ваза (投げ技, техникама бацања).

### Оснивање Кодокана
У фебруару 1882, Kano је основао школу и доџо за Ејшо-ји (永昌寺), у будистичком храму и тадашњем шинтоистичком делу Токија (што је сада Хигаши Уено дистрикт Тајто региона). Ијкубо, Kanов Кито-рју инструктор, је био присутан три дана недељно да би помогао у подучавању и, мада је прошло две године пре него што се храм могао звати именом Kōdōkan (講道館, Кодокан, „место за разоткривање пута“), и Кано није још био добио свој Менкјо (免許, мајсторски цертификат) у Кито-рју, то се сматра оснивањем Кодокана.
Ејшо-ји dоџо је био релативно мали, сачињен од дванаест струњача у простору за тренинг. Кано је примао резидентне и нерезидентне студенте, првих двоје су били Томита Тсунејиро и Широ Сајго. У августу следеће године, овом пару су одобрене оцене шодан (初段, првог ранга), прве које су дате у било којој борилачкој вештини.

### Џудо версус џијуџицу
Централно за Кaноoву визију џудоа су принципи сејрјоку зен'јо (精力善用, максимум ефикасности, минимални напор) и јита кјоеј (自他共栄, узајамна добробит и корист). Он је илустровао примену сејрјоку зен'јо са концептом ју јоку го о сејсу (柔よく剛を制す, мекоће којом се контролише тврдоћа):
Укратко, одупирање моћном противнику резултираће вашим поразом, док ће прилагођавање и избегавање напада вашег противника узроковати да он изгуби равнотежу, његова снага ће се смањити, а ви ћете га поразити. Ово се може применити без обзира на релативни однос моћи, чиме се омогућава слабијим противницима да надвладају знатно јаче. Ово је теорија ју јоку го о сејсу.
Кано је извео закључак да сејрјоку зен'јо, који је иницијално замишљен као џијуџицу концепт, има ширу филозофску примену. У спрези са конфучијански-индукованим џита кјоеј, шире примене су обликовале развој џуда од буџутсу (武術, борилачке вештине) до будо (武道, борилачког приступа). Кано је одбацио технике које нису биле у складу са овим принципима и наглашавао је важност ефикасности у извођењу техника. Он је био уверен да је пракса џијуџица докле год је у складу са овим идеалима представља пут ка самопобољшању и унапређењу друштва у целости. Он је, међутим, био акутно свестан негативне перцепције џијуџица код јапанске публике:
У то време су малобројни буџитсу (борилачки) експерати још увек постојали, мада је буџитсу био скоро потпуно напуштен у целокупној нацији. Мада сам ја желео да предајем џијуџицу, већина људи је била престала да размишља о томе. Стога сам ја сматрао да је боље да предајем под различитим именом превасходно стога што су моји циљеви били знатно шири од џијуџица.
Кано је сматрао да је џијуџицу недовољан за описивање његове вештине: мада Џутсу (術) значи „уметност“ или „средства“, он подразумева метод који се састоји од колекције физичких техника. Следствено томе, он је променио друго слово у до (道), што значи начин, пут или стаза, те се добија више филозофски контекст него џутсу, а има заједничко порекло са кинеским концептом тао. Тако је Кано променио назив у Jūdō (柔道, џудо).

## Одећа
Џудоке тренирају у специјалној врсти кимона која се зове Џудоги. (Ги на Јапанском значи - одећа)
Џудоги се веже посебним појасом, ширине 4-5 cm, чија боја одговара Џудокином рангу.

## Оцењивање знања
Џудоке су рангирани у складу са својим знањем и резултатима постигнутим у борбама. Постоји шест ученичких („кју“) и 10 мајсторских („дан“) са припадајућим обојеним појасевима.
| Српски  | Јапански   | Боја појаса          |
| ------- | ---------- | -------------------- |
| 6. кју  | рокју ()   | бели                 |
| 5. кју  | гокју ()   | жути                 |
| 4. кју  | јонкју ()  | наранџасти           |
| 3. кју  | санкју ()  | зелени               |
| 2. кју  | никју ()   | плави                |
| 1. кју  | икју ()    | браон                |
| 1. дан  | шодан ()   | црни                 |
| 2. дан  | нидан ()   | црни                 |
| 3. дан  | сандан ()  | црни                 |
| 4. дан  | јодан ()   | црни                 |
| 5. дан  | годан ()   | црни                 |
| 6. дан  | рокудан () | црни или црвено-бели |
| 7. дан  | шичидан () | црни или црвено-бели |
| 8. дан  | хачидан () | црни или црвено-бели |
| 9. дан  | кудан ()   | црвени               |
| 10. дан | џудан ()   | црвени               |

Пре него што је Џигоро Кано створио џудо, учитељи су ученицима издавали дипломе и свитке текста који су сведочили о њиховом напретку. Кано је започео модерни систем када је 1883. двојици својих старијих ученика (Ширу Саигоу и Цунеџиру Томити) доделио статус „шодан црни појас“.
Но чак ни тада није било разлике у изгледу између њих двојице и осталих ученика, јер тада Кано још није био измислио Џудоги па су ученици тренирали у традиционалним кимонима.
1907. Кано је представио Џудоги какав познајемо данас те су се почели употребљавати појасеви, за почетак само бели и црни.
Појасеви других боја су дошли у употребу тек кад се Џудо почео користити изван Јапана. Миконосуке Каваиши је почео подучавати Џудо у Паризу и увидео да ученици са запада брже напредују када имају разне боје појасева као визуелни доказ свога знања.

## Технике
Такмичарски џудо се већином базира на техникама, бацањима (наге-ваза), које се деле на ручне технике (те-ваза), бацања преко кука(позната и као бочна бацања коши-ваза) и ножне технике (аши-ваза).
Џудо се састоји и од техника у партеру (катаме-ваза) које се деле на држања (осаекоми-ваза), гушења (шиме-ваза) и полуге на рукама (кансецу-ваза).
Партер је прилично занемарен у такмичарском Џудоу јер се, због атрактивности, борбе прекидају врло брзо ако један од такмичара не направи значајан напредак.
Технике Џудоа се на тренингу уче радећи „у празно“, са партнером који се „пушта“ и у лаганом спарингу са партнером (рандори).

## Олимпијски спорт
Џудо је први пут укључен у Летње олимпијске игре на Играма 1964. у Токију у Јапану. Након што није укључен 1968, након тога је био на сваким наредним Играма. До Летњих олимпијских игара 1988. године такмичили су се само мушкарци, а жене су учествовале као демонстративни спорт. Такмичарке у џудоу су први пут награђене медаљама на Летњим олимпијским играма 1992. године.
Такмичење у џудоу одвија се према тежинским категоријама. Свака држава може квалификовати највише једног спортисту по тежинском разреду. Златне и сребрне медаље додјељују се на основу јединственог елиминационог оквира. У свакој тежинској категорији додељују се по две бронзане медаље. Такмичари који изгубе у четвртфиналу боре се против других у истој половини групе. Они који изгубе завршавају на седмом месту, победници се такмиче за бронзану медаљу против такмичара који су изгубили полуфинале супротне половине групе. Победници ових такмичења добијају бронзану медаљу, а они који изгубе пету позицију. Током година постојало је између 4 и 8 олимпијских тежинских категорија (тренутно 7), а дефиниција сваке класе се неколико пута мењала.
Џудо меч се одржава на меканој подлози (татами), величине у просеку 15x15 метара. Два метра са сваке стране чине „сигурну зону“, ограничену црвеном линијом. Изван црвене линије није дозвољено изводити бацања, но ако бацање започне унутар татамија, а бачени такмичар падне унутар сигурне зоне, бацање се сматра ваљаним.
У мечу се може победити:
- Бацањем
- У партеру
- На бодове

### Победа бацањем
Ако такмичар противника баци на леђа са одређеном количином снаге, он тиме зарађује 100 бодова (ипон) и истог трена побеђује.
Ако га баци са одређеном количином снаге али на раме, стражњицу или кук добија 10 бодова (ваза-ари).
За успела бацања која су ипак била лоше изведена и не заслужују ипон нити ваза-ари додељују се нижи бодови:
јуко (5 бодова). Раније се бодовала и кока (слабији, 3 бода), али она је изашла из употребе од 2009. Важно је напоменути да они нису кумулативни; њима је немогуће победити противника који је зарадио ваза-ари, чак и ако их такмичар током борбе заради 100 бодова јуко не може да победи 1 ваза-ари.
Са друге стране, 2 ваза-арија имају снагу ипона, дакле - доносе победу.

### Победа у партеру
Ако такмичар баци противника неком техником, али притом не заради ипон, борбу може наставити у партеру.
Циљ је прилепити противникова леђа за татами и држати их тако: 20 секунди (ипон), 10 секунди (ваза-ари).
Осим држањем, у партеру се може победити гушењем или полугом на руци (у том случају се противник извлачи из захвата тако да 3 пута тапка по вама или партеру и самим тиме, аутоматски губи меч, (предаје борбу).

### Победа на бодове
Ако дође до тога да ниједан борац након истека времена није зарадио ипон гледа се који је такмичар бацио на више вазарија и он побеђује
У случају да оба борца имају исти број вазарија, као и исти број казни, иде на златни бод, борба до првог бода или казне.

### Филмографија
- Akira Kurosawa, Sanshiro Sugata (姿三四郎 Sugata Sanshirō, aka Judo Saga), 1943.
- Akira Kurosawa, Sanshiro Sugata Part II (續姿三四郎 Zoku Sugata Sanshirō, aka Judo Saga II), 1945.